# Fabriksbyggeri ved Fårevejle
|  | Denne artikel er oprettet af botten Steenthbot ud fra en ekstern database. Den kan derfor have sproglige fejl eller mangler. Denne skabelon kan fjernes efter kontrol af indholdet. |

Fabriksbyggeri ved Fårevejle er en dansk dokumentarisk optagelse fra 1948.

## Handling
Opførelsen af Fårevejle Aspargescentral i Fårevejle - arbejdet følges fra det første spadestik over rejsegildet til den færdige bygning står klar. I baggrunden ses bl.a. Fårevejle Højskole og Fårevejle Brugsforening i hvis kælder, aspargescentralen tidligere holdt til.